# Калмунга
Калмунга (Куйво-Салми, Колмунги, Калмунса) — река в России, протекает по Медвежьегорскому району Карелии. Впадает в озеро Нижний Мярат. Длина реки — 20 км.
Вытекает из озера Шуял.
Протекает через озёра Калмунги и Верхний Мярат.

## Данные водного реестра
По данным государственного водного реестра России относится к Баренцево-Беломорскому бассейновому округу, водохозяйственный участок реки — Сегежа до Сегозерского гидроузла, включая озеро Сег-озеро. Речной бассейн реки — бассейны рек Кольского полуострова и Карелии, впадает в Белое море.